# Miejski Klub Sportowy Znicz Pruszków
Il Miejski Klub Sportowy Znicz Pruszków (AFI:[ˈzɲit͡ʂ ˈpruʂkuf]) è una società calcistica polacca con sede nella città di Pruszków.

## Storia
Le origini del club risalgono al 1922, quando fu fondato il Klub Sportowy Victoria. Tuttavia, inizialmente questa società non aveva alcun tipo di registrazione; perciò la data di fondazione della squadra viene considerata il 19 dicembre 1923. Fino al 1925, il Victoria giocava solo partite amichevoli, fino a quando non è stato iscritto alla classe C della Federcalcio distrettuale di Varsavia.
Il 6 marzo 1928 ci fu una riunione, in cui venne deciso di trasformare il Victoria in una nuova squadra, il Robotniczy Klub Sportowy Znicz Pruszków. I primi successi arrivarono già l'anno dopo, con la vittoria della classe C e perciò la promozione in classe B. L'anno seguente, il club trionfò anche in quest'ultima e fu ammessa in classe A. Tuttavia, la società era alle prese con problemi finanziari, e perciò ricevette una tantum di 500 złoty.
Tre anni dopo, un giocatore dello Znicz, Kazimierz Biernat, vinse la lotteria statale e aiutò la squadra comprando tutta l'attrezzatura sportiva necessaria.
La società ha anche altre sezioni sportive, come basket e atletica; in passato c'erano anche quelle di boxe, ciclismo e hockey su ghiaccio, ma per i persistenti problemi finanziari sono state sciolte.
Dal 2006 al 2008, nel club ha militato il noto calciatore polacco Robert Lewandowski, che è stato capocannoniere della squadra per entrambe le stagioni.
Il club ha militato in I liga, la seconda serie del calcio polacco, dal 2007 al 2010, nella stagione 2016-2017 e vi è dal 2023.

## Cronistoria
| Cronistoria essenziale dello Znicz Pruszków |
| --- |
| - 1923 - Fondazione del club. - 1997-1998 - 1º in Liga okręgowa (Varsavia). Promosso in IV liga. - 1999-2000 - 1º in IV liga (Varsavia-Masovia). Promosso in III liga. - 2006-2007 - 1º in III liga (gruppo I). Promosso in I liga. - 2009-2010 - 16º in I liga. Retrocesso in II liga. - 2015-2016 - 2º in II liga. Promosso in I liga. - 2016-2017 - 17º in I liga. Retrocesso in II liga. - 2022-2023 - 2º in II liga. Promosso in I liga. |